# Suimanga d'Abbott
El suimanga d'Abbott (Cinnyris abbotti) és una espècie d'ocell de la família dels nectarínids (Nectariniidae) que habita els boscos de les petites illes d'Assumption, Cosmoledo i Astove, del grup d'Aldabra, a les Seychelles.

## Taxonomia
A la classificació del Handbook of the Birds of the World és considerada una subespècie del suimanga de Madagascar (Cinnyris sovimanga).